# What the Fish
Pour plus de détails, voir Fiche technique et Distribution.
What the Fish,  (stylisé What the F!$#), est une comédie du cinéma indien, en langue hindoue, réalisé en 2013, par Gurmmeet Singh. Le film met en vedette Dimple Kapadia. Il est sorti le 13 décembre 2013.

## Fiche technique
Sauf indication contraire, les informations mentionnées dans cette section peuvent être confirmées par la base de données cinématographiques IMDb,  présente dans la section « Liens externes ».
- Titre : What the Fish
- Réalisation : Gurmmeet Singh
- Scénario : Shashank Ghosh, Tejpal Singh, Gurmeet Singh
- Production : Viacom18 Motion Pictures (en)
- Langue : Hindi
- Genre : Comédie romantique
- Durée : 98 minutes (1 h 38)
- Dates de sorties en salles :
  - Inde : 13 décembre 2013